# Clusia dardanoi
Clusia dardanoi är en tvåhjärtbladig växtart som beskrevs av G. Mariz och Maguire. Clusia dardanoi ingår i släktet Clusia och familjen Clusiaceae. Inga underarter finns listade i Catalogue of Life.